# RadView
RadView desenvolve ferramentas de teste de carga e monitoramento de desempenho para aplicativos web e aplicativos móveis.  Estas ferramentas permitem que as empresas acelerem o desenvolvimento e a implantação de seus aplicativos para a Web e aplicativos Móveis, além de permitir a implementação de suas estratégias envolvendo suas páginas na internet. Desde 31 de dezembro de 2013, seu software já foi licenciado para aproximadamente 3.500 organizações.

## Produtos
WebLOAD  é uma ferramenta de análise e  teste de carga  que combina desempenho, escalabilidade e integridade em um único processo para verificar aplicativos web. WebLOAD escala centenas de milhares de usuários virtuais, tornando possível o teste de cargas elevadas e a detecção de congestionamentos, restrições e pontos fracos dentro do aplicativo.

## História
A RadView foi fundada em 1993 por Ilan Kinreich, anteriormente cofundador da Mercury Interactive. Em 1996, a empresa lançou o WebLOAD para atender às necessidades de testes de aplicativos móveis e web sob condições de pico de carga. Em agosto de 2000, a RadView realizou uma oferta pública inicial, seguida de investimentos privados da Fortissimo Capital, Meitav e outras. Em dezembro de 2014 a RadView lançou a versão 10.2 do WebLOAD professional.